# Leo Lis
Leo Lis (ur. 10 maja 1924 w Bytomiu; zm. 20 września 1969 w Berlinie) – ofiara śmiertelna przy Murze Berlińskim zastrzelona przez żołnierzy wojsk granicznych NRD podczas próby ucieczki do Berlina Zachodniego. 

## Życiorys i okoliczności śmierci
Urodzony w Bytomiu Leo Lis osiedlił się w późniejszym okresie w saksońskim Hennersdorf, gdzie mieszkał wraz z żoną i siedmiorgiem dzieci oraz zatrudniony był jako dojarz w państwowej spółdzielni produkcyjnej. Motywy ucieczki do Berlina Zachodniego nie są znane. 19 września 1969 r. pożegnawszy się z rodziną udał się pociągiem do Berlina Wschodniego, gdzie dzień później podążył ok. godziny 20.00 w rejon umocnień granicznych przy nieczynnym dworcu Berlin Nordbahnhof. Pokonując wybieg dla psów wartowniczych skierował się ku kolejnemu z zabezpieczeń, przez co uruchomił sygnał alarmowy. Pełniący służbę na jednej z wieżyczek wartownik opuścił posterunek w celu schwytania uciekiniera, z powodu ciemności nie zdołał jednak zlokalizować jego obecności. Udało się to żołnierzom z dwóch innych posterunków, którzy niezwlocznie otworzyli ogień. Przedzierający się przez kolejne umocnienia i trafiony przy zaporze pancernej w klatkę piersiową Leo Lis zmarł jeszcze przed przewiezieniem do szpitala. Spośród 78 łącznie oddanych strzałów jeden trafił w znajdujące się po stronie zachodniej mieszkanie. Strzelanina doprowadziła także do mających tam miejsce dzień później protestów podczas których mieszkańcy znieważyli żołnierzy oraz obrzucili kamieniami umocnienia graniczne.

## Następstwa
Strzelający żołnierze odznaczeni zostali medalami Za przykładną służbę graniczną. Bezpieka poinformowała żonę ofiary o jej śmierci dopiero 27 września 1969 r. po uprzednim skremowaniu zwłok. Urnę z prochami złożono miesiąc później na cmentarzu w Kamenz. Po zjednoczeniu Niemiec wszczęto postępowanie przeciwko strzelającym żołnierzom, z powodu okoliczności łagodzących zostało ono jednak w 1997 r. umorzone. O zabitym przypomina dziś jedno z „okienek pamieci“ w zbudowanym ku pamięci ofiar mauzoleum Gedenkstätte Berliner Mauer przy Bernauer Straße. 